# 扎波里日亚 (波洛希区)
扎波里日亚（烏克蘭語：Запоріжжя），是烏克蘭東南部扎波羅熱州波洛希區莫洛昌斯克市镇内的村落。始建於1930年，面積58.4平方公里，海拔高度73米，2001年人口1,073，人口密度每平方公里18.4人。